# Teuvo Aura

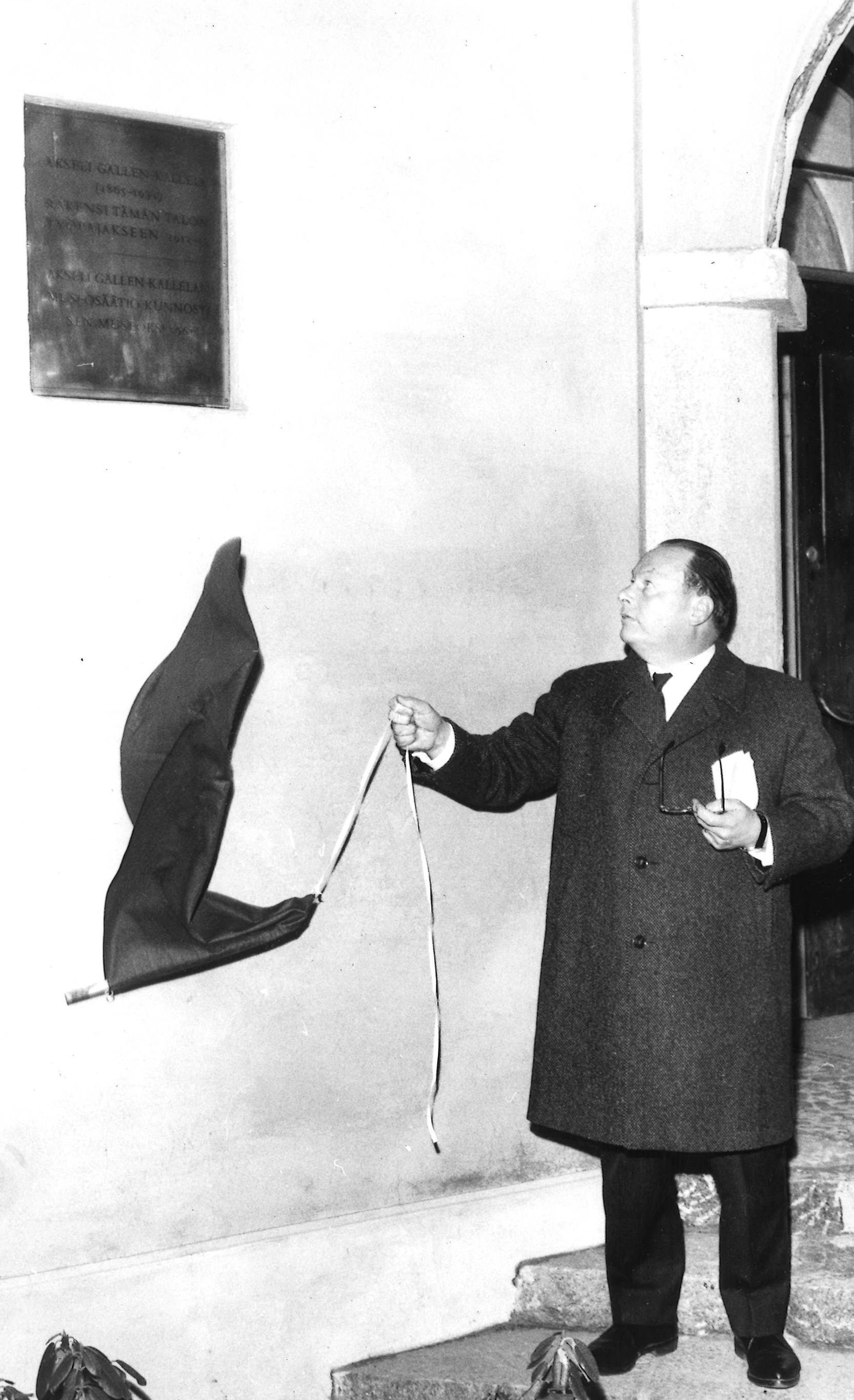
Teuvo Aura (1965)

Teuvo Ensio Aura (* 28. Dezember 1912 in Ruskeala, Karelien; † 11. Januar 1999 in Helsinki) war ein finnischer Politiker und zweimaliger Ministerpräsident.
Aura, der der Nationalen Fortschrittspartei und später dem Freisinnigen-Bund und der Liberalen Volkspartei angehörte, war von 1968 bis 1979 Bürgermeister von Helsinki. Vom 14. Mai bis zum 15. Juli 1970 sowie vom 29. Oktober 1971 bis zum 23. Februar 1972 war er jeweils Ministerpräsident von Übergangsregierungen aus Fachleuten. Die erste Regierung war mit nur 63 Amtstagen eine der kürzesten Regierungen der finnischen Geschichte.
Für seine Verdienste um die finnische Politik wurde ihm das Großkreuz des Ordens der Weißen Rose von Finnland verliehen. 1972 erhielt er das Große Goldene Ehrenzeichen am Bande für Verdienste um die Republik Österreich.

## Werke
- Teuvo Aura und Pertti Mustonen: Sovitellen. 1982, ISBN 951-35-2633-X